# NGC 2997
NGC 2997 est une galaxie spirale intermédiaire de grand style située dans la constellation de la Machine pneumatique. NGC 2997 a été découverte par l'astronome germano-britannique William Herschel en 1793.

## Caractéristiques
La classe de luminosité de NGC 2997 est III et elle présente une large raie HI. C'est aussi une radiogalaxie et elle rayonne faiblement dans le domaine des rayons X.

### Distance
Sa vitesse par rapport au fond diffus cosmologique est de 1 405 ± 22 km/s, ce qui correspond à une distance de Hubble de 20,7 ± 1,5 Mpc (∼67,5 millions d'al).
À ce jour, 14 mesures non basées sur le décalage vers le rouge (redshift) donnent une distance de 8,999 ± 2,310 Mpc (∼29,4 millions d'al), ce qui est loin à l'extérieur des valeurs de la distance de Hubble. Puisque cette galaxie est relativement rapprochée du Groupe local, il est fort probable que cette valeur soit plus près de la distance réelle de NGC 2997. Notons que c'est avec la valeur moyenne des mesures indépendantes, lorsqu'elles existent, que la base de données NASA/IPAC calcule le diamètre d'une galaxie.

## Morphologie
NGC 2997 a été utilisée par Gérard de Vaucouleurs comme une galaxie de type morphologique SAB(s)c dans son atlas des galaxies,.

### Un disque entourant le noyau
Grâce aux observations du télescope spatial Hubble, on a détecté un disque de formation d'étoiles autour du noyau de NGC 2997. La taille de son demi-grand axe est estimée à 350 pc (~1140 années-lumière).

## Supernova
Deux supernovas ont été découvertes dans NGC 2997 : SN 2003jg et SN 2008eh.

### SN 2003jg
Cette supernova a été découverte le 24 octobre 2003 par R. Martin de l'observatoire de Perth en Australie-Occidentale Cette supernova était de type Ib/c. 

### SN 2008eh
Cette supernova a été découverte le 21 juillet 2008 par l'astronome amateur sud africain Berto Monard Le type de cette supernova n'a pas été déterminé. 

## Groupe de NGC 2997
La galaxie NGC 2997 est le membre le plus brillant d'un groupe de 13 galaxies faiblement brillantes dans le domaine des rayons X auquel elle a donné son nom, le groupe de NGC 2997. Le groupe de NGC 2997 est aussi mentionné dans un article d'A.M. Garcia paru en 1993. Les 10 galaxies de la liste de l'article de Garcia figures également dans l'article de Sengupta, mais quelquefois avec des désignations différentes. Enfin, Richard Powell sur le site « Un Atlas de l'Univers » ajoute deux autres galaxies à cette liste, soit NGC 3056 et ESO 435-G016. Ces deux galaxies ne brillent pas dans le domaine des rayons X.
Le groupe de NGC 2997 fait partie du superamas de la Vierge que l'on appelle aussi le Superamas local parce que la Voie lactée en fait aussi partie.
Note : L'image de la galaxie a fait la couverture de la première édition du livre Galactic Dynamics de James Binney et Scott Tremaine.

## Galerie

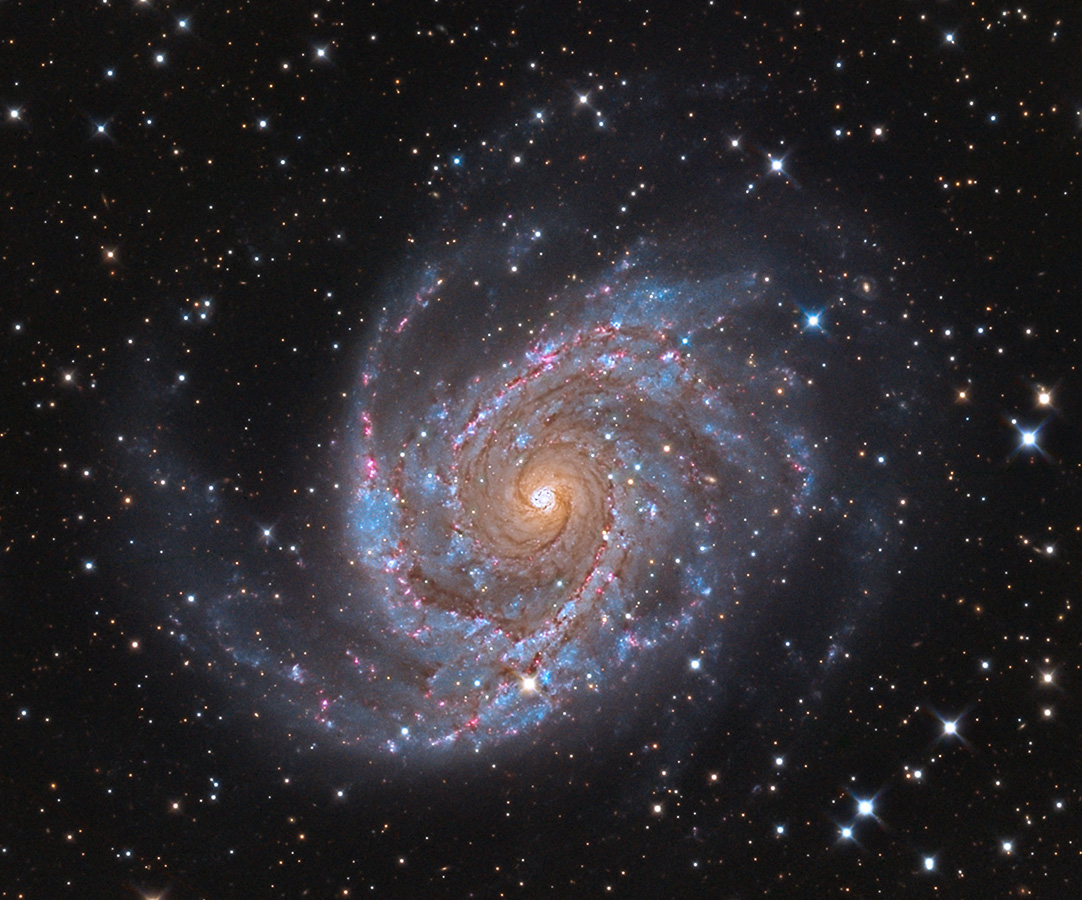
par Adam Block (Observatoire du mont Lemmon/Université de l'Arizona).
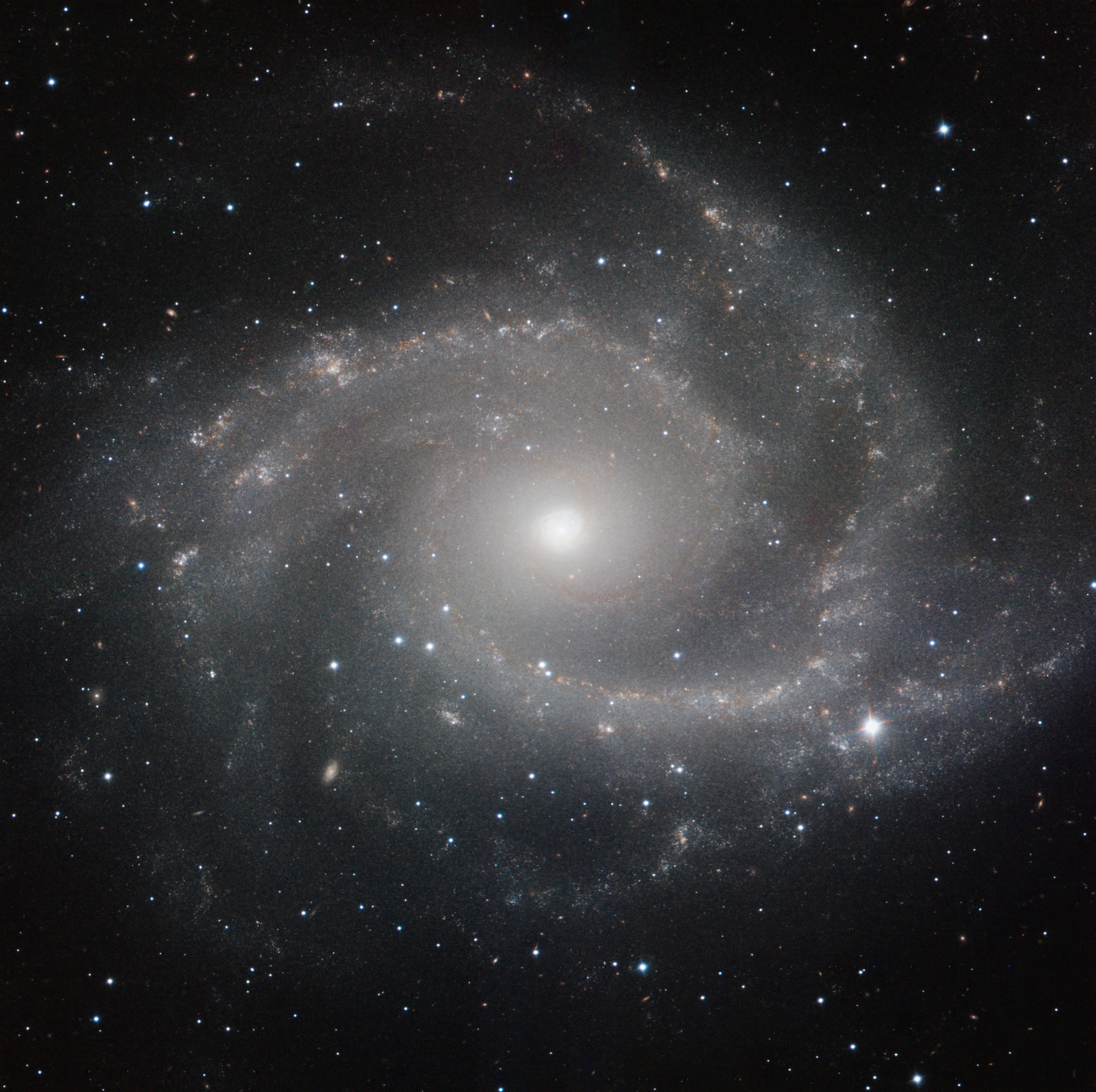
NGC 2997 capté par le  HAWK-I du VLT de l'Observatoire européen austral
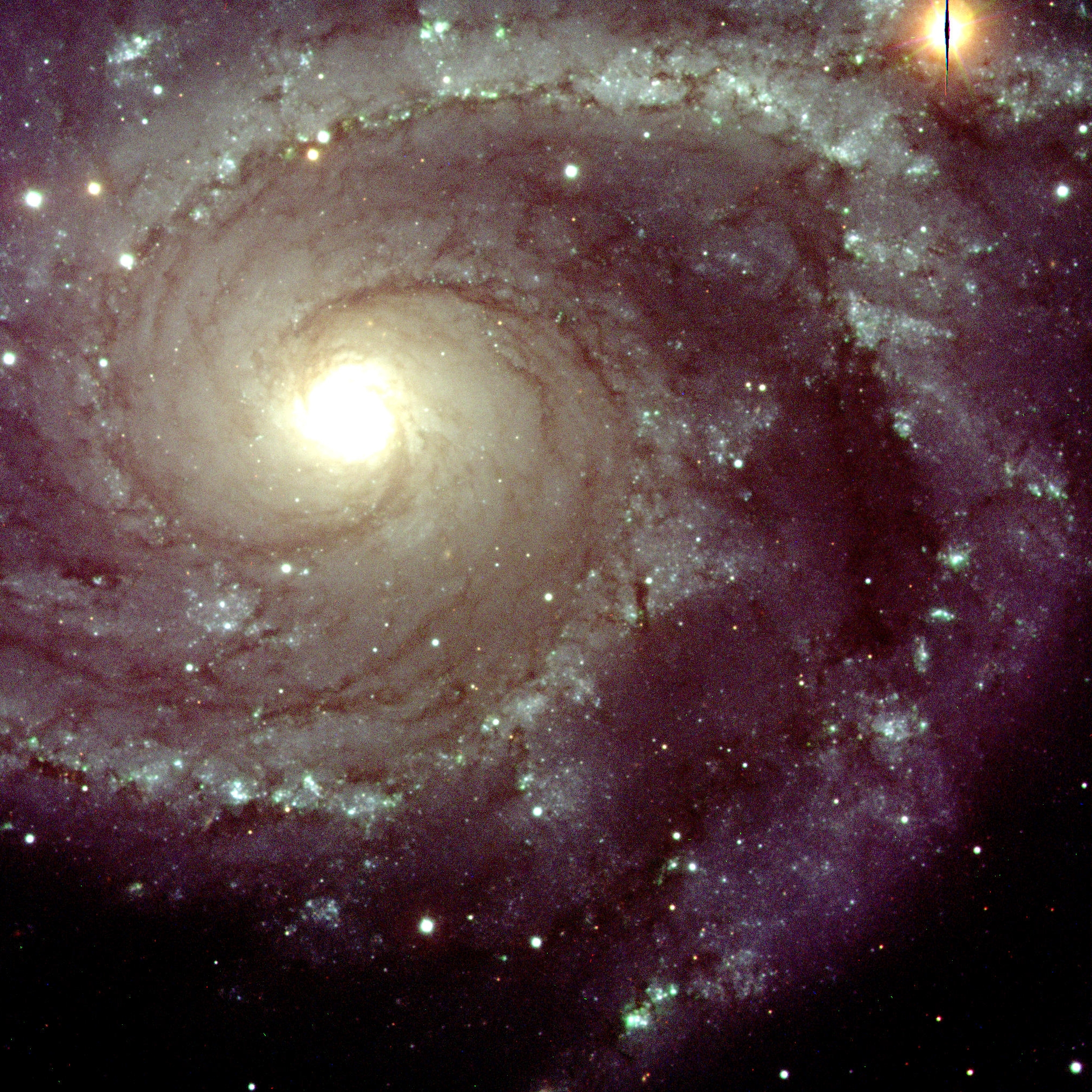
NGC 2997 capté par FORS1 du VLT de l'Observatoire européen austral